# هوهنتسولرن زيغمارينغن
آل هوهنزولرن زيغمارينغن (Hohenzollern-Sigmaringen) الفرع الشفابي الأكبر من سلالة هوهنتسولرن. العائلة ليست معروفة في التاريخ مثل الفرع الفرنكوني الأصغر. (أصبح الفرع الفرنكوني بورغريفات نورنبيرغ وحكم لاحقاً براندنبورغ بروسيا، والإمبراطورية الألمانية.) حكم الفرع الأكبر، وأخذت السلالة اسمها من كونتية هوهنتسولرن زيغمارينغن الشفابية، التي أصبحت الإمارة لاحقاً.